# 월드 시리즈

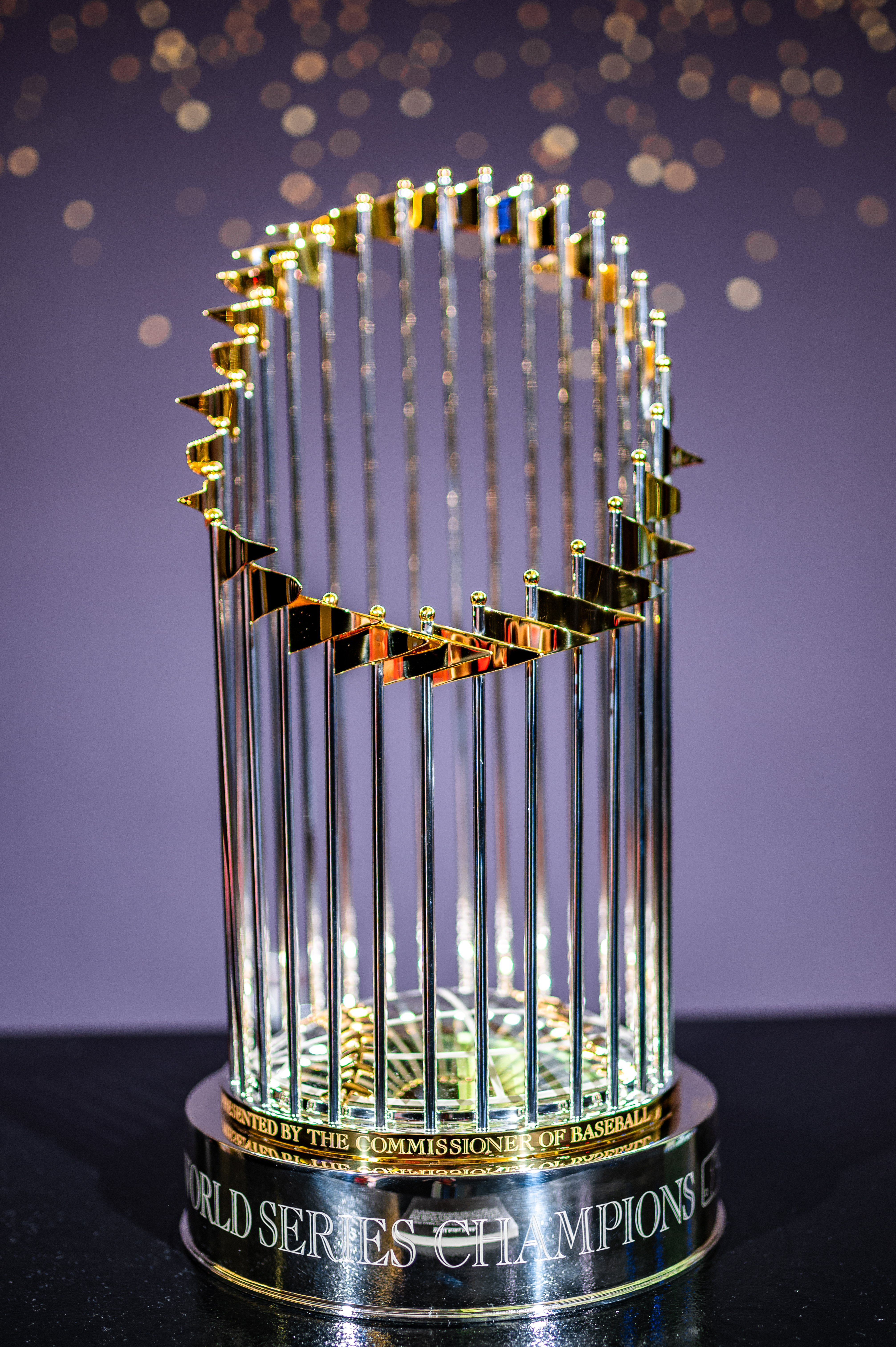

월드 시리즈(World Series)는 메이저 리그 베이스볼 우승 팀을 가리기 위해서 매해 치러지는 시리즈로, 포스트시즌의 일부분이다. 시리즈는 항상 미국의 가을인 10월에 시작하기 때문에 폴 클래식(Fall Classic) 혹은 악토버 클래식(October Classic), 또는 줄여서 더 시리즈(The series) 라고도 한다. 시리즈는 MLB의 두 리그, 아메리칸과 내셔널 리그에서 리그 챔피언십 시리즈를 치러 우승한 리그 각 두 팀 사이에서 치러진다. 월드 시리즈는 1904년 (보이콧)과 1994년 (선수 파업)을 제외하고는 1903년부터 매년 개최되고 있다. 1860년대부터 프로 야구는 다양한 우승을 가리기 위한 대회를 조직해왔었지만, 단어 '월드 시리즈'만이 보통 현대 월드 시리즈의 의미로 이해된다.
이 시리즈의 이름에도 불구하고, 월드 시리즈는 메이저 리그 베이스볼의 아메리칸 리그와 내셔널 리그 사이에서만 치러진다. 두 리그 사이의 포스트시즌 시리즈는 원래 '세계의 챔피언십'(Championship of the World) 또는 '세계의 챔피언십 시리즈' (1884년)으로 불렸다. 1890년 스팔딩 가이드는 챔피언십을 전 세계로 확장하려는 의도를 나타냈는데, 이후 1888-89년 월드 투어가 시카고 화이트 스타킹스의 구단주 알버트 스팔딩에 의해 조직되었다.
시간이 지나면서, 이 행사의 이름은 '월즈 시리즈'(World's Series)로 줄여졌고, 오늘날의 '월드 시리즈'가 되었다. 유명한 전설과 다르게, 시리즈의 이름은 뉴욕 월드 신문과 관련이 없다.
월드 시리즈의 우승 팀은 9판 5선승제로 치러진 1903년, 1919년, 1920년, 1921년을 제외하고 7판 4선승제를 통해 결정된다. 우승 팀은 커미셔너스 트로피를 수상하게 되며 팀은 선수들과 경영진에게 각각 우승 반지를 증정한다. 우승 팀은 또한 시리즈에서 더 많은 입장료 수입을 받게 된다.
아메리칸 리그에 소속된 뉴욕 양키스가 지금까지의 117번 치러진 월드 시리즈에 40번 참가했으며 27번 우승을 차지했고, 메이저 리그 프랜차이즈 중 최다이다. 내셔널 리그에서는 샌프란시스코 자이언츠 (이전에는 뉴욕 자이언츠), 로스앤젤레스 다저스 (이전에는 브루클린 다저스)가 18번 월드 시리즈에 참가했다. 자이언츠는 19번 월드 시리즈에 초대받았지만, 1904년에는 보이콧으로 무산되었다. 세인트루이스 카디널스는 18번 참가해서 11번 우승했고, 우승수는 메이저 리그 팀 중 2위이다.
가장 최근의 월드 시리즈 우승팀은 2023년의 텍사스 레인저스이다.

## 역사
월드 시리즈가 개최되기 이전인 19세기에도 월드 시리즈에 선구적인 대회가 존재했다. 그러나, 19세기의 이런 대회들은 공식적으로는 메이저 리그 베이스볼이 월드 시리즈 역사의 한 부분으로 인정하지 않았고, 19세기의 야구는 현대 야구의 전조라고 여겨진다.
첫 월드 시리즈는 1903년, AL의 보스턴 레드삭스의 전신인 보스턴 아메리칸스와 NL의 피츠버그 파이리츠의 경기로 시작되었다. 이 경기에서는 레드삭스가 5승 3패로 우승을 차지했다. 하지만 그 이듬해인 1904년에는 뉴욕 자이언츠가 아메리칸 리그의 팀들의 전력이 약하다는 이유로 아메리칸 리그 승자인 보스턴 아메리칸스와의 경기를 거절하였다. 1905년부터는 매년 하는 시리즈가 되었다. 1919년에는 블랙삭스 스캔들이 발생했다.
1920년부터 1964년까지 뉴욕 양키스가 29회 월드 시리즈에 진출에 20회 우승을 차지해서, 양키스 왕조 시대를 이룩했다. 1968년까지는 팀이 속해있는 리그에서 가장 좋은 성적을 거둔 팀이 다른 리그의 가장 좋은 성적을 거둔 팀과 경기를 하는 방식으로 진행되었다. 성적이 같으면 그 두 팀끼리 경기를 해서 이긴 팀이 진출하였다. 하지만 1969년, '지구'의 개념이 생기면서 경기 방식은 달라졌다. 각 리그 동부 지구와 서부 지구의 가장 좋은 성적을 거둔 팀끼리 5전 3선승제 (현재는 7전 4선승제)의 플레이오프를 하는 방식으로 진행되었다. 승자는 월드 시리즈에 진출할 수 있었다.
1972년부터 1974년까지 오클랜드 애슬레틱스, 1975년, 1976년 신시내티 레즈, 그리고 1977년, 1978년 뉴욕 양키스가 각각 우승을 차지했는데, 월드 시리즈 역사상 세 팀이 연속으로 우승을 번갈아 가면서 한 것은 이 기간이 유일하다. 1976년에 월드 시리즈에 지명타자제를 받아들였고, 홀수 해에만 이를 적용시켰다. 1986년에 최종적으로, AL 리그 구장에서만 이를 적용하기로 했다. 1989년 월드 시리즈에서는 시리즈 중에 지진이 발생해 경기가 잠시 연기되기도 했다.
1992년과 1993년에는 캐나다에서 월드 시리즈가 개최되었다. 1994년에는 메이저 리그 선수 협회의 파업으로 개최되지 못하였다. 1995년부터 각 리그의 중부 지구가 생기면서 한 리그의 지구 승자는 3명이 되게 되었다. 공평한 경기를 하려면 4명이 필요하므로 미식축구에서 쓰는 와일드카드가 생겨나게 되었다. 2003년부터 2016년까지 올스타전에서 승리한 리그가 홈필드 어드밴티지를 가져가도록 했으나 2017년부터는 승률이 높은 팀에게 가져가는 것으로 변경되었다.
2009년에는 아시아 출신 최초로 월드시리즈 MVP가 나왔는데 뉴욕 양키스의 마쓰이 히데키이다. 페드로 마르티네스를 상대로 훌륭한 타격을 뽐냈고 3홈런에 8타점을 기여하여 월드시리즈 MVP가 되었다. 마쓰이 히데키가 기록한 8타점은 1993년 토론토 블루제이스가 월드시리즈 우승을 했을 때 주역 선수였던 폴 몰리터의 8타점과 동일했다. (홈런 수는 마쓰이가 3홈런으로 앞섰다.)

## 역대 우승 팀
| 팀 †                                     | 시리즈 우승 | 시리즈 경기 | 마지막 우승 | 마지막 경기 |
| ---------------------------------------- | ----------- | ----------- | ----------- | ----------- |
| 뉴욕 양키스 (AL)                         | 27          | 41          | 2009        | 2024        |
| 세인트루이스 카디널스 (NL)               | 11          | 19          | 2011        | 2013        |
| 오클랜드 애슬레틱스 (AL)                 | 9           | 14          | 1989        | 1990        |
| 보스턴 레드삭스 (AL)                     | 9           | 13          | 2018        | 2018        |
| 샌프란시스코 자이언츠 (NL)               | 8           | 20          | 2014        | 2014        |
| 로스앤젤레스 다저스 (NL)                 | 8           | 21          | 2024        | 2024        |
| 신시내티 레즈 (NL)                       | 5           | 9           | 1990        | 1990        |
| 피츠버그 파이리츠 (NL)                   | 5           | 7           | 1979        | 1979        |
| 디트로이트 타이거즈 (AL)                 | 4           | 11          | 1984        | 2012        |
| 애틀랜타 브레이브스 (NL)                 | 4           | 9           | 2021        | 2021        |
| 시카고 컵스 (NL)                         | 3           | 11          | 2016        | 2016        |
| 볼티모어 오리올스 (AL)                   | 3           | 7           | 1983        | 1983        |
| 미네소타 트윈스 (AL)                     | 3           | 6           | 1991        | 1991        |
| 시카고 화이트삭스 (AL)                   | 3           | 5           | 2005        | 2005        |
| 필라델피아 필리스 (NL)                   | 2           | 7           | 2008        | 2022        |
| 클리블랜드 가디언즈 (AL)                 | 2           | 6           | 1948        | 2016        |
| 뉴욕 메츠 (NL, 1962) *                   | 2           | 5           | 1986        | 2015        |
| 캔자스시티 로열스 (AL, 1969) *           | 2           | 4           | 2015        | 2015        |
| 마이애미 말린스 (NL, 1993) *             | 2           | 2           | 2003        | 2003        |
| 토론토 블루제이스 (AL, 1977) *           | 2           | 2           | 1993        | 1993        |
| 휴스턴 애스트로스 (NL, 1962; AL, 2013) * | 2           | 4           | 2022        | 2022        |
| 워싱턴 내셔널스 (NL, 1969) *             | 1           | 1           | 2019        | 2019        |
| 로스앤젤레스 에인절스 (AL, 1961) *       | 1           | 1           | 2002        | 2002        |
| 애리조나 다이아몬드백스 (NL, 1998) *     | 1           | 2           | 2001        | 2023        |
| 텍사스 레인저스 (AL, 1961) *             | 1           | 3           | 2023        | 2023        |
| 샌디에이고 파드리스 (NL, 1969) *         | 0           | 2           | —           | 1998        |
| 탬파베이 레이스 (AL, 1998) *             | 0           | 2           | —           | 2020        |
| 밀워키 브루어스 (AL, 1969; NL, 1998) *   | 0           | 1           | —           | 1982        |
| 콜로라도 로키스 (NL, 1993) *             | 0           | 1           | —           | 2007        |
| 시애틀 매리너스 (AL, 1977) *             | 0           | 0           | —           | —           |

| 표 읽는 방법                                                                                 |
| AL = 아메리칸 리그 NL = 내셔널 리그                                                          |
| * 1960년 이후 리그에 참가한 팀                                                               |
| † 다른 도시가 연고지였거나 다른 이름이였을 때를 포함. [현재 이름 아래에 작은 글씨로 쓰여짐]. |
| 참조: 월드 시리즈 역대 우승팀 목록 출처: MLB.com                                             |

## 같이 보기
- 아시아 시리즈
- 아시아 야구 선수권 대회
- 아시안 게임 야구
- 중앙 아메리카 & 캐리비안 게임 야구
- 팬아메리칸 게임 야구
- 올림픽 야구
- 유러피안 챔피언 컵 파이널 4
- 홈 어드밴티지
- 인터콘티넨털컵 (야구)
- 일본 시리즈
- KBO 한국시리즈
- 타이완 시리즈
- 리틀 야구 월드 시리즈
- 여자 야구 월드컵